# Lista dos Superiores Gerais da Congregação da Missão

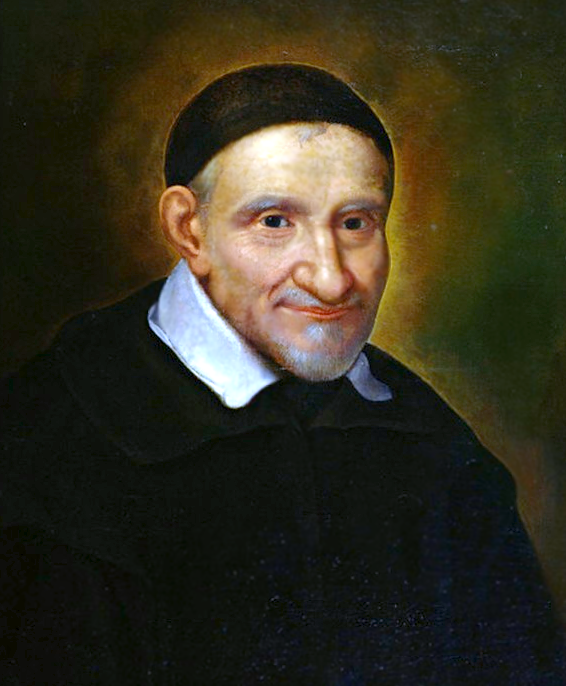
Vicente de Paulo, Primeiro Superior Geral da Congregação da Missão

Lista dos Superiores Gerais da Congregação da Missão. 
| No. | Superior Geral               | Início                 | Fim                     |
| --- | ---------------------------- | ---------------------- | ----------------------- |
| 1   | Vicente de Paulo             | 17 de Abril de 1925    | 27 de Setembro de 1660  |
| 2   | René Alméras                 | 17 de Janeiro de 1661  | 22 de Setembro de 1672  |
| 3   | Edmond Jolly                 | Janeiro 1673           | 26 de Março de 1697     |
| 4   | Nicolas Pierron              | 1697                   | 1703                    |
| 5   | François Watel               | 1703                   | 1710                    |
| 6   | Jean Bonnet                  | 10 de Maio de 1771     | 3 de Setembro de 1735   |
| 7   | Jean Couty                   | 1736                   | 1746                    |
| 8   | Louis de Bras                | 6 de Março de 1747     | 21 de Agosto de 1761    |
| 9   | Antoine Jacquier             | 1762                   | 1787                    |
| 10  | Jean Félix Cayla de la Garde | 1788                   | 12 de Fevereiro de 1880 |
| 11  | Pierre-Joseph Dewailly       | 1827                   | 25 de Outubro de 1828   |
| 12  | Dominique Salhorgne          | 1829                   | 25 de Maio de 1836      |
| 13  | Jean-Baptiste-Rigobert Nozo  | 1835                   | 1842                    |
| 14  | Jean-Baptiste Étienne        | 1843                   | 1874                    |
| 15  | Eugène Boré                  | 11 de Setembro de 1874 | 3 de Maio de 1878       |
| 16  | Antoine Fiat                 | 1878                   | 1914                    |
| 17  | Emile Villette               | 1914                   | 1916                    |
| 18  | François Verdier             | 1919                   | 1933                    |
| 19  | Charles Souvay               | 1933                   | 1939                    |
| 20  | William Slattery             | 1947                   | 1968                    |
| 21  | James Richardson             | 1968                   | 1980                    |
| 22  | Richard McCullen             | 1980                   | 1992                    |
| 23  | Robert P. Maloney            | 1992                   | 15 de Julho de 2004     |
| 24  | Gregory Gay                  | 15 de Julho de 2004    | 5 de Julho de 2016      |
| 25  | Tomaž Mavrič                 | 5 de Julho de 2016     | atual                   |